# 灰とダイヤモンド
『灰とダイヤモンド』（はいとダイヤモンド、ポーランド語: Popiół i diament）は、ポーランドの作家であるイェジ・アンジェイェフスキが1948年に発表した小説である。ドイツ軍が降伏し、ロンドン亡命政府系のゲリラとソ連の後押しを受けるポーランド労働者党（後のポーランド統一労働者党）との内戦が始まろうとしていた1945年5月の4日間に、とある地方都市に集った人々を描写することによって、第2次世界大戦末期のポーランドの姿を映し出している。共産主義体制下では共産主義者シチューカが主人公と考えられており、また映画版では暗殺者マーチェクが主人公に据えられたが、共に原作での登場シーンはそれほど多くない。

## あらすじ
1945年5月5日、ドイツ軍の降伏が目前に迫っていたころ、ポーランド労働者党県委員会書記のステファン・シチューカは、郡委員会書記のフランク・ポドグルスキが運転するジープで視察先のセメント工場に向かっていた。しかし、道中で、ポドグルスキは知人のアリチア・コセーツキに声をかけ、話し込んでしまう。そのため、シチューカは到着予定時間に遅れてしまうが、ロンドン亡命政府系のゲリラによる暗殺を免れる。
シチューカはポドグルスキが声をかけた人物に興味を持つが、アリチアの夫、アントーニが自分と同じ強制収容所にいたことを知ると、アントーニと会う機会を作るようポドグルスキに依頼する。実はアントーニは強制収容所内でドイツ軍に取り入ってカポ（補助看守）となり、同胞に対して残虐な行為をおこなっていた。ポドグルスキの話からシチューカはアントーニこそ自分が収監されていた強制収容所の悪名高きカポの正体ではないかと考え、自分の考えを確かめようとしたのだ。
その夜、地元の市長・シフェンツキがシチューカを歓迎する宴会を《モノーポル》ホテルで開いた。シフェンツキは秘書のフランク・ドレヴノフスキに準備を命じていたが、ドレヴノフスキは準備中にシフェンツキがワルシャワに栄転するという噂を耳にする。すると、ドレヴノフスキはシフェンツキの栄転先が知りたくなり、情報通のピェノンジェクに酒を勧めて聞き出そうとする。しかし、自分も一緒に酒を飲んでしまい、肝心の宴会の準備をおろそかにしてしまう。宴会は無事始まるが、ドレヴノフスキは泥酔して醜態を演じ、失脚してしまう。宴会中、シチューカは古参社会党員のカリーツキに共闘を呼びかけるが、カリーツキは時代の動きを理解しようとはしなかった。
そのころ、同じホテルのバーではロンドン亡命政府系の暗殺者、マーチェク・ヘウミツキが、アントーニの長男でロンドン亡命政府系のゲリラのアンジェイとシチューカ暗殺の謀議をおこなっていた。そのバーで、マーチェクはウェイトレスのクリスティーナと恋に落ちる。謀議の後、クリスティーナとしばしの逢瀬を楽しんだマーチェクは、暗殺業から足を洗い、彼女と新しい人生を歩んでいくことを決意する。
5月8日。マーチェクは、クリスティーナと落ち合う約束をすると、これで最後にするべく、シチューカ暗殺へと向かう。

## 主な登場人物
ステファン・シチューカ
ポーランド労働者党県委員会書記。元エンジニア。戦前からの筋金入りの共産主義者。妻の最期の様子を知るべく、妻と同じ強制収容所にいた人々に妻の様子を尋ね歩いている。また、アントーニの旧悪を看破し、彼を告発しようとする。
フランク・ポドグルスキ
ポーランド労働者党郡委員会書記。元司法修習生。司法修習生時代に持ち前の左翼思想ゆえに孤立していたが、そのときにアントーニに弁護され、恩義に感じていた。しかし、シチューカからアントーニの旧悪を聞かされると、彼を告発する。当初は昔のよしみでアントーニを見逃すという設定になっていたが、批判され、設定が変更された。
アントーニ・コセーツキ
元判事。強制収容所に収監されていたとき、カポとなり、同胞を痛めつけた。強制収容所から解放されると自宅にこもっていたが、やがて過去の行為を開き直るようになる。
アリチア・コセーツキ
アントーニの妻。純粋無垢な性格だが世事に疎く、夫から過去の旧悪を告白されても、その意味するところを理解できなかった。
アンジェイ・コセーツキ
アントーニの長男。ロンドン亡命政府系のゲリラ。シチューカの暗殺を画策する。
アレクサンデル・コセーツキ
アントーニの次男。いつもつるんでいる不良仲間と共にロンドン亡命政府系のゲリラに参加しようとする。
シフェンツキ
オストロヴェツ市市長。元ジャーナリスト。ルブリン政権に参加したことで出世の機会をつかみ、市長の座を手に入れる。日和見主義者。宣伝省次官への栄転が決まっている。
フランク・ドレヴノフスキ
シフェンツキの秘書。シフェンツキに取り入ることで自らも出世しようとするが、シチューカを歓迎する宴会の準備で失敗し、失脚する。その後、ロンドン亡命政府系のゲリラに参加する。
ピェノンジェク
『オストロヴェツの声』紙記者。情報通だが、酒癖が悪く、デリカシーに欠けるため、市の要人からは嫌われている。
カリーツキ
古参社会党員。戦前は国会議員をつとめた。シチューカから共闘を呼びかけられるが、反ソ感情が強く、時代の趨勢を理解することを拒否。シチューカと仲たがいする。
マーチェク・ヘウミツキ
ロンドン亡命政府系の暗殺者。クリスティーナと恋に落ちて、暗殺業から足を洗い、クリスティーナと堅気の生活を送ろうとする。
クリスティーナ
《モノーポル》ホテルのバーのウェイトレス。戦争で家族を失い、刹那的な生活を送ってきたが、マーチェクとは本気で愛し合うようになる。

## 日本語訳
1998年に、岩波書店から全2冊が刊行されている。（川上洸訳・岩波文庫として）

## 映画化
1958年にアンジェイ・ワイダ監督が映画化。アンジェイェフスキはワイダとともに脚色を担当している。詳細は灰とダイヤモンド (映画)を参照。